# Gubacsatkaformák
A gubacsatkaformák (Eriophyinae) a  pókszabásúak (Arachnida) osztályába tartozó bársonyatka-alakúak (Trombidiformes) rendjében a gubacsatkafélék (Eriophyinae) egy alcsaládja. Az ugyanebbe családba tartozó levélatkaformáktól eltérően nem csak eltorzítják gazdanövényeik hajtásait és leveleit, de valódi gubacsok fejlesztésére is késztetik azokat.

## Megjelenésük, felépítésük
A többi gubacsatkaszerűhöz hasonlóan rendkívül kis termetűek. Fejük felső oldalát hátpajzs burkolja. Féregszerűen megnyúlt testük további része gyűrűsen, egyenletesen szelvényezett. Faroksertéik között egy pár csökevényes, járulékos faroksertéjük is van.

## Magyarországon legismertebb fajaik
Az alcsaládot két nemzetségre tagolják:
- Aceriini nemzetség öt nemmel:
  - Acalitus
    - szedergubacsatka (Acalitus essigi)

  - Aceria
    - dió nemezes gubacsatkája (Aceria erinea)
    - Aceria fraxinivora,
    - Aceria ligustri,
    - juhargubacsatka (Aceria macrorhynchus)
    - ördögcérna-gubacsatka (Aceria kuko)
    - Aceria marshalli,
    - szilvakéreg-gubacsatka (Aceria phloeocoptes)
    - dió szemölcsös gubacsatkája (Aceria tristriata)
    - Aceria tulipae

  - Acerimina
  - Cymoptus
  - Ramaculus

- Eriophyini nemzetség két nemmel:
  - Asetilobus
  - Eriophyes
    - körtelevél-gubacsatka (Eriophyes pyri)
    - hársgubacsatka (Eriophyes tiliae)
    - szőlőlevél-gubacsatka (Eriophyes vitis)